# Gustav Lindenthal

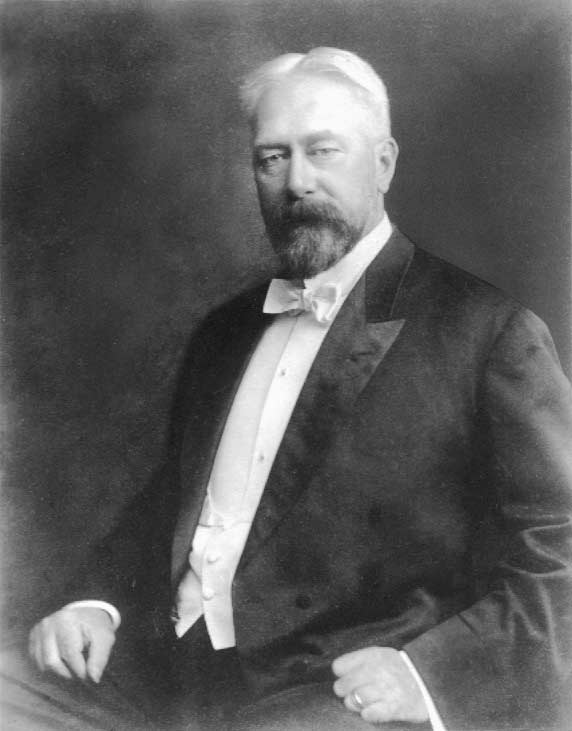
Gustav Lindenthal (1909)

Gustav Lindenthal (* 21. Mai 1850 in Brünn, Mähren, damals Österreich; † 31. Juli 1935 in Metuchen, New Jersey) war ein österreichisch-amerikanischer Brückenbauingenieur. 
Er baute unter anderem im Jahre 1918 die Hell Gate Bridge in New York, die zu der Zeit größte Bogenbrücke der Welt. Gustav Lindenthal wurden drei Ehrendoktorwürden verliehen. Eine Auszeichnung für Brückenbauingenieure wurde nach ihm benannt.

## Leben

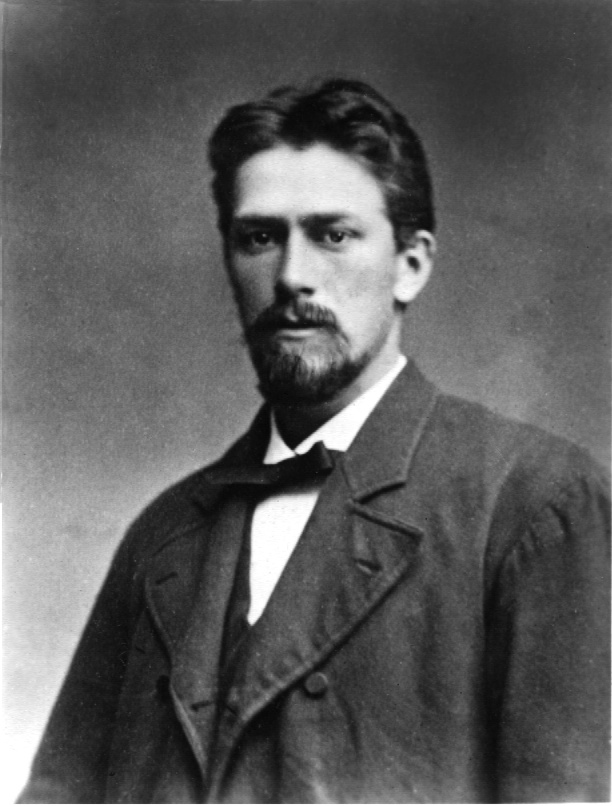
Gustav Lindenthal (1880)

Bis 1870 war Lindenthal in Brünn unter anderem Lehrling und Praktikant bei einer Maschinenfabrik. Die Zeit zwischen 1870 und 1874 verbrachte er in Wien, dort war er unter anderem als Ingenieur bei der Kaiserin Elisabeth-Bahn und beim Bau der Drahtseilbahn auf den Leopoldsberg tätig. Anschließend erbaute er in München und in der Schweiz Gebirgsbrücken. 
Im Jahr 1874 wanderte Lindenthal in die Vereinigten Staaten aus. Zwischen 1874 und 1877 arbeitete er in Philadelphia, anfangs als Maurer, später dann als Ingenieur für die Centenary Exposition. Anschließend nahm er bis 1895 in Pittsburgh eine Tätigkeit als Ingenieur für Brückenbau wahr. Zwischen 1879 und 1891 errichtete Lindenthal in vielen Staaten der USA Brücken für Atlantic & Great Western Railroad. Weiterhin erbaute er in Baltimore, Maryland Docks und Hafenanlagen. Im Jahr 1883 erhielt er  von der American Society of Civil Engineers den Roland-Preis für den Entwurf der Smithfield Street Bridge in Pittsburgh. Im selben Jahr zog er um nach New York City. Dort richtete er sein Büro ein und arbeitete als selbständiger Brückenbauingenieur in den gesamten Vereinigten Staaten.
In den Jahren 1902 und 1903 war Lindenthal Commissioner of Bridges in New York. 1909 erbaute er die Queensboro Bridge in New York. Zwei Jahre darauf erhielt er durch die TH Dresden die Ehrendoktorwürde. Im Jahr 1913 nahm er die Goldene Medaille für den Entwurf der Hellgate-Brücke in Leipzig entgegen. Vier Jahre darauf, 1917, eröffnete er die Sciotoville Bridge in Ohio, ein Jahr später die Hellgate-Brücke in New York. 1921 nahm er die Ehrendoktorwürde der Technischen Hochschule seiner Heimatstadt Brünn im Empfang. In den Jahren 1925 und 1926 entwarf Lindenthal drei Brücken in Portland, Oregon. Er erhielt 1926 die Ehrendoktorwürde der Technischen Hochschule in Wien.

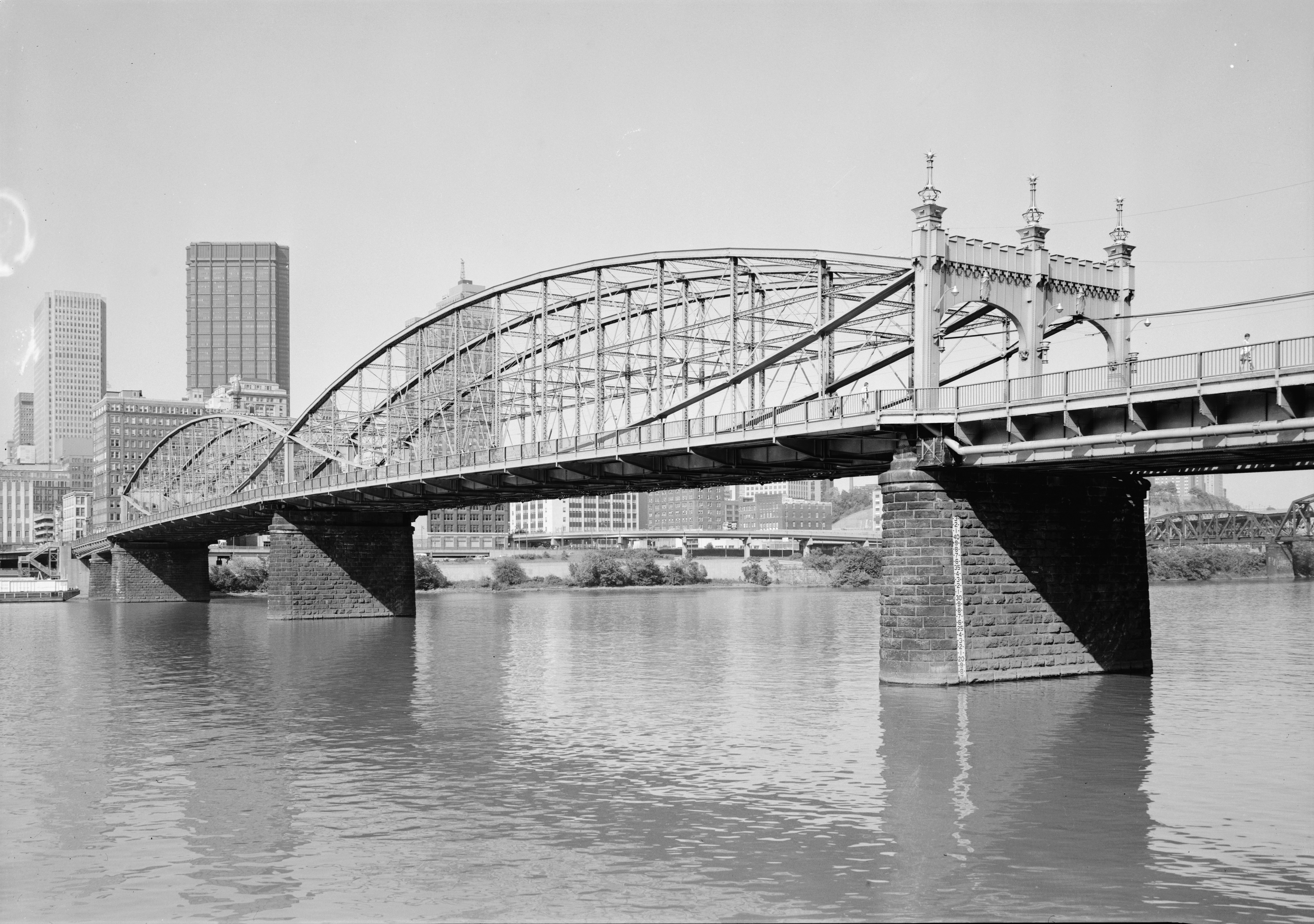
Smithfield Street Bridge in Pittsburgh

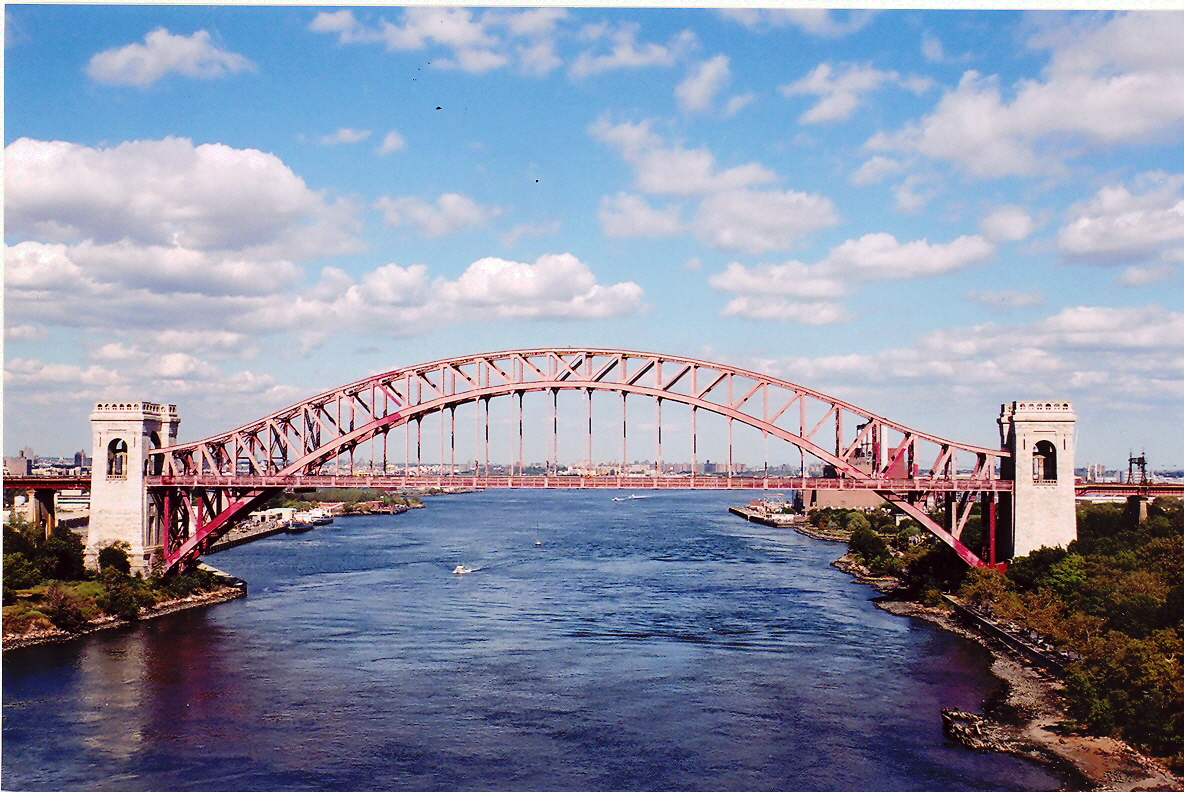
Hellgate-Brücke in New York City

Gustav Lindenthal beschäftigte sich auch mit Überlegungen zu einer wissenschaftlichen Weltwährung. In den USA veröffentlichte er unter seinem Namen, in Deutschland unter dem Kunstnamen „Economicus“.